# Richard Greene (Schauspieler)
Richard Marius Joseph Greene (* 25. August 1918 in Plymouth; † 1. Juni 1985 in Norfolk) war ein britischer Schauspieler.

## Leben
Richard Greene war bereits ein etablierter britischer Theaterschauspieler, als er 1938 von Darryl F. Zanuck mit einem Studiovertrag bei 20th Century Fox nach Hollywood geholt wurde. Der Schauspieler gab sein US-Debüt als Leading Man von Loretta Young in Four Men and a Prayer unter der Regie von John Ford. Die Reaktionen der Fans waren positiv und das Studio versuchte, Greene als Nachfolger von Tyrone Power zum Star zu machen. Neben einem weiteren Auftritt an der Seite von Loretta Young in Die goldene Peitsche drehte Greene 1938 neben Sonja Henie das Musical My Lucky Star. Im Folgejahr war er neben Shirley Temple in Die kleine Prinzessin zu sehen. Weitere Rollen übernahm er in Der Hund von Baskerville und Stanley and Livingstone. Seine Karriere entwickelte sich nicht wie erhofft und Richard Greene kam nicht über Nebenrollen und gelegentliche zweite Hauptrollen hinaus. 
Nach dem Kriegseintritt Englands kehrte Greene Ende 1940 zurück nach Großbritannien, wo er unter anderem an der Seite von Anna Neagle in Yellow Canary auftrat. Nach 1946 ging er wieder in die USA, doch seine Karriere nahm nicht den erhofften Aufschwung. Erst die britische Fernsehserie Die Abenteuer von Robin Hood, in der von 1955 bis 1960 in 143 Folgen den legendären Helden verkörperte, verhalf ihm zu neuer Popularität. Der Schauspieler trat Ende der 1960er in einigen Hammer-Filmen auf. Bis 1981 war er in Gastrollen in zahlreichen TV-Serien zu sehen, darunter in Die Profis. 
Richard Greene züchtete in späteren Jahren auf seiner Farm in Irland erfolgreich Pferde. Von 1941 bis 1951 war er mit Patricia Medina verheiratet, in zweiter Ehe mit Beatriz Summers. Er verstarb 1985 im Alter von 66 Jahren an einem Kreislaufstillstand.

## Filmografie (Auswahl)
- 1934: Sing As we Go
- 1938: Vier Mann – ein Schwur (Four Men and a Prayer)
- 1938: My Lucky Star
- 1938: Submarine Patrol
- 1938: Die goldene Peitsche (Kentucky)
- 1939: Die kleine Prinzessin (The Little Princess)
- 1939: Der Hund von Baskerville (The Hound of the Baskervilles)
- 1939: Stanley and Livingstone
- 1939: Here I am a Stranger
- 1940: Little Old New York
- 1940: I was an Adventuress
- 1942: Unpublished Story
- 1942: Flying Fortress
- 1943: Yellow Canary
- 1946: Gaiety George
- 1947: Amber, die große Kurtisane (Forever Amber)
- 1949: Auf Leben und Tod (The Fighting O'Flynn)
- 1949: Frauen im gefährlichen Alter (That Dangerous Age)
- 1949: Lady Windermeres Fächer (The Fan)
- 1950: Dämon Uran (My Daughter Joy)
- 1950: Graf Orloffs gefährliche Liebe (Shadow of the Eagle)
- 1950: Der Wüstenfalke (The Desert Hawk)
- 1951: Burg der Rache (Lorna Doone)
- 1952: Das schwarze Schloß (The Black Castle)
- 1953: Banditen von Korsika (Bandits of Corsica)
- 1953: Der scharlachrote Kapitän (Captain Scarlett)
- 1955: Contraband Spain
- 1955–1960: Die Abenteuer von Robin Hood (The Adventures of Robin Hood) (Fernsehserie, 143 Folgen)
- 1960: Gehetzt und gejagt (Beyond the Curtain)
- 1960: Das Schwert des Robin Hood (Sword of Sherwood Forest)
- 1967: Island of the Lost
- 1968: Der Todeskuß des Dr. Fu Man Chu (The Blood of Fu Manchu)
- 1969: Die Folterkammer des Dr. Fu Man Chu (The Castle of Fu Manchu)
- 1971: Geschichten aus der Gruft (Tales From the Crypt)